# Netstat

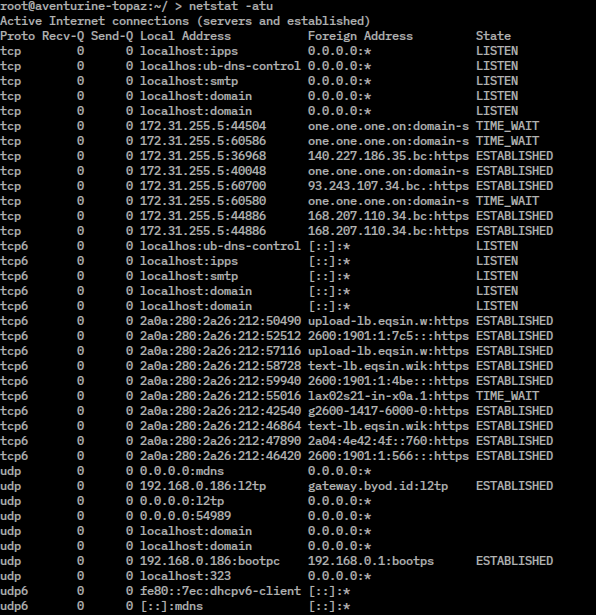
netstat

netstat مخفف network statistics یک ابزار خط فرمان است که اتصالات شبکه را (هم به داخل و هم به خارج)، جداول هدایت کردن بسته‌ها و تعدادی از آمار رابطه‌های شبکه‌ای را نشان می‌دهد. این دستور در یونیکس و سیستم‌عامل‌های شبه یونیکس و سیستم‌عامل‌هایی با پایهٔ ویندوز ان‌تی وجود دارد.
این ابزار برای پیدا کردن مشکلات در شبکه و برآوردگر حجم اطلاعات رد و بدل شده در شبکه به عنوان یک اندازه‌گیر عملکرد استفاده می‌شود.

## پارامترهای ورودی
پارامترهایی که در ورودی همراه وارد می‌شوند باید با - شروع شوند(در ویندوز امکان استفاده از / نیز وجود دارد)
a- : نمایش تمامی اتصالات TCP و UDP فعال در کامپیوتر.
t- : نمایش تمامی اتصالات TCP فعال در کامپیوتر.
u- : نمایش تمامی اتصالات UDP فعال در کامپیوتر.
b- : نمایش برنامهٔ درگیر با اتصالات شبکه‌ای نمایش داده شده در لیست خروجی.(در ویندوز ۲۰۰۰ و ویندوزهای قبل از آن و سایر سیستم‌عامل‌های غیرویندوزی امکان پذیر نیست)
e- : نمایش آماری مربوط به اترنت، از قبیل تعداد بایت‌ها و بسته‌های دریافتی و ارسالی. این پارامتر می‌تواند با s- نیز ترکیب شود.
f- : نمایش FQDN برای آدرس‌های خارجی.(فقط در ویندوز Vista و سیستم عامل‌های جدیدتر)
g- : نمایش کارت‌های شبکه و آمار آن‌ها.(در ویندوز موجود نیست، ipconfig می‌تواند این کار را در ویندوز انجام دهد)
n- : نمایش ارتباط‌های TCP فعال، هر چند که آی‌پی‌ها و پورت‌ها را به صورت عددی نمایش می‌دهد و تلاشی برای تشخیص نام آن‌ها نمی‌کند.
m- : نمایش آمار مربوط به استریم‌ها.
o- : نمایش اتصال‌های TCP فعال به همراه PID مربوط به آن اتصال.
p- : در ویندوز و بی‌اس‌دی، پروتکل مربوط به اتصال را نمایش می‌دهد.(TCP، UDP، ICMP، IP ، ...)
p- : در لینوکس فرایندهای مربوط به اتصال را نشان می‌دهد. (مانند کلید b- در ویندوز عمل می‌کند) (برای اجرای صحیح دستور باید دسترسی پایه یا root داشت.)
P- : در سولاریس، پروتکل مربوط به اتصال را نمایش می‌دهد.(TCP، UDP، ICMP، IP ، ...)
r- : جدول هدایت آی‌پی‌ها را نشان می‌دهد.(معادل دستور route print در ویندوز است.)
s- : نمایش آمار به تفکیک پروتکل.
v- : وقتی که با b- استفاده شود، توالی اجزای برنامه‌ها را نشان می‌دهد.
h- یا help-- : نمایش راهنمایی برای دستورهای موجود. (مناسب برای سیستم‌های شبه یونیکس)
?/ : نمایش راهنمایی برای دستورهای موجود. (فقط در ویندوز)

## متغییرهای پشتیبانی‌شده
نت‌استات متغییرهای زیر را در آمار خروجی خود پشتیبانی می‌کند:
- پروتکل - نام پروتکل (TCP یا UDP)
- آدرس محلی -
- آدرس خارجی -
- وضعیت ارتباط -